# Phoma bismarckii
Phoma bismarckii är en lavart som beskrevs av Kidd & Beaumont 1924. Phoma bismarckii ingår i släktet Phoma, ordningen Pleosporales, klassen Dothideomycetes, divisionen sporsäcksvampar och riket svampar.   Inga underarter finns listade i Catalogue of Life.